# Digrammia gnophosaria
Digrammia gnophosaria là một loài bướm đêm trong họ Geometridae.